# Oštro Koplje
Oštro Koplje är en bergstopp i Kosovo. Den ligger i den norra delen av landet, 40 km norr om huvudstaden Priština. Toppen på Oštro Koplje är 1 777 meter över havet.
Terrängen runt Oštro Koplje är huvudsakligen kuperad. Oštro Koplje ligger uppe på en höjd som går i nord-sydlig riktning. Oštro Koplje är den högsta punkten i trakten. Runt Oštro Koplje är det ganska tätbefolkat, med 222 invånare per kvadratkilometer. Närmaste större samhälle är Mitrovicë, 19,4 km sydväst om Bajrak. Omgivningarna runt Oštro Koplje är en mosaik av jordbruksmark och naturlig växtlighet.